# Aborto en Texas
El aborto en Texas es ilegal en la mayoría de los casos. Hay excepciones para salvar la vida de la madre o evitar un "deterioro sustancial de una función corporal importante", pero la ley sobre el aborto en Texas está redactada de forma tan ambigua que los médicos no tienen claro qué daños a la salud de la madre constituyen una excepción.
Esto ha obligado a las mujeres embarazadas con problemas de salud a abandonar el estado u obligarlas a dar a luz poniendo en peligro su salud. La situación legal del aborto en Texas se debe a una Ley gatillo aprobada en julio de 2021 que entró en vigor el 25 de agosto de 2022, como consecuencia de la sentencia del Tribunal Supremo de EE. UU. de 2022 Dobbs v. Jackson Women’s Health Organization derogar Roe v. Wade. La ley no hace ninguna excepción para embarazos por violación o incesto.
En mayo de 2021, la legislatura de Texas aprobó la Texas Heartbeat Act (SB 8) que prohibió aborto después de la detección de la actividad cardiaca embrionaria o fetal. Esta fase del desarrollo se produce normalmente después de unas seis semanas de embarazo, antes de que la mayoría de las mujeres sepan que están embarazadas.  Esta ley se basaba únicamente en la aplicación por parte de particulares mediante demandas judiciales, eludiendo así las impugnaciones previas a la aplicación basadas en Roe v. Wade. Antes de la promulgación de esta ley, los abortos electivos se permitían hasta 20 semanas después de la fecundación.
En agosto de 2023, el Gobernador de Texas Greg Abbott firmó la ley HB 3058, que permite a los médicos practicar abortos en caso de embarazo ectópico o si una paciente embarazada se le rompe la fuente antes de tiempo, haciendo que el feto sea inviable. En diciembre de 2023, el Tribunal Supremo de Texas dictaminó que no se podía permitir abortar a una mujer embarazada cuyo feto hubiera sido diagnosticado con una enfermedad mortal y cuyo embarazo fuera una amenaza para su salud.
Las ciudades de Austin, Dallas, Denton, El Paso y Houston han promulgado resoluciones en las que ordenan a los funcionarios municipales que no den prioridad a la aplicación de la legislación estatal sobre el aborto, pero toda persona que infrinja la legislación estatal sobre el aborto en esas ciudades sigue estando sujeta a juicio penal por el fiscal del distrito (un funcionario del condado) y a sanciones civiles impuestas por el fiscal general del estado.
Cualquiera que ayude o instigue un aborto ilegal en Texas puede ser demandado por homicidio culposo. En marzo de 2023, un hombre de Galveston demandó a tres amigos de su exesposa por homicidio culposo después de que la ayudaran a obtener píldoras abortivas ilegales que se utilizaron para interrumpir su embarazo. La demanda está pendiente en el tribunal de distrito del condado de Galveston.